# Худжум
Худжум (на тюркских языках — наступление, от арабского هجوم) — кампания, осуществлявшаяся в 1920-е — 1930-е годы в советской Средней Азии и направленная на изменение статуса женщин.

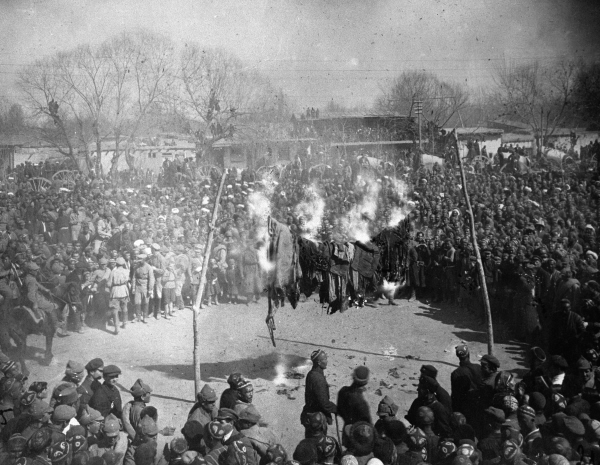
Сжигание чачванов в Андижане в Международный женский день 8 марта 1927 года

В Средней Азии существовало многожёнство, практиковались выдача замуж девочек с раннего возраста за калым, передача женщины по наследству (по смерти мужа — его брату), умыкание невест. Практически все женщины были неграмотными.
В 1920-е годы во всём СССР осуществлялась политика, предполагавшая переосмысление роли женщин в обществе, направленная на то, чтобы освободить их от части обязанностей по ведению домашнего хозяйства, дать им возможность получать образование и работать наравне с мужчинами. При этом «женщины Востока» рассматривались как наиболее угнетённая категория женщин СССР.
С середины 1920-х годов появляется специальное обозначение для кампании по «освобождению женщин Востока» — худжум. Создавались специальные женотделы, которые обучали женщин уходу за детьми и основам гигиены, а также консультировали их по правовым вопросам, женские и детские медицинские консультации, родильные дома.
Худжум, по мнению Марианны Камп, преследовал цель вовлечения женщин в советский образ жизни и на рабочие места, а не только отказ от паранджи; Дилором Алимова и Акмаль Икрамов подчеркивают, что индустриализация и коллективизация в Средней Азии требовали дешевой рабочей силы, и освобождение женщин от паранджи рассматривалось как способ восполнить нехватку рабочих рук.
Но худжум прежде всего запомнился такими радикальными акциями, как публичное снимание и сжигание паранджи как «символа угнетения и рабства» женщин. Первыми паранджу сбросили с себя жёны рабочих-узбеков в 1924 году после издания декрета об отмене калыма. 8 марта 1927 года по инициативе первого секретаря Среднеазиатского бюро ЦК ВКП(б) И. Зеленского на площади Регистан в Самарканде тысячи узбекских женщин сняли с себя паранджи, сложили их в кучу, а затем подожгли её. В этот день от паранджи избавились 10 тысяч женщин. Ещё 90 тысяч женщин сняли паранджу в течение трёх последующих месяцев.
В середине 1920-х годах в Узбекистане и Таджикистане действовало женское движение за снятие паранджи, названное именем Таджихан Шадыевой, которая была одной из первых узбекских женщин, совершивших публичный акт снятия паранджи. Кампания против ношения паранджи продолжалась в течение следующих пятнадцати лет. Окончательно женщины Средней Азии сняли паранджу только в начале 1940-х годов.

## Сопротивление общества
Кампания сталкивалась с ожесточённым сопротивлением традиционного общества. В 1928 году их было убито 118, а в первой половине 1929 года — 63. По неофициальным данным в 1927—1928 годы только в Узбекистане были убиты свыше 2500 женщин из числа членов женотделов, заведующих клубов и библиотек. В Киргизии 22-летняя активистка Алымкан Мамыткулова посещала женские собрания, училась в школе ликбеза. Её муж был крайне недоволен этим, регулярно бил её и, наконец, убил кинжалом прямо на судебном процессе при разборе их дела о разводе. Член сельсовета Айнабюбю Джалганбаева заведовала «красной юртой» (культурно-просветительное учреждение), посещала ликбез, вела активную работу среди женщин в селе Кызыл-Туу Кочкорской волости. Её муж и его родственники были очень недовольны этим, муж жестоко избивал её. Айнабюбю написала об этом в стенгазету и, перейдя жить к своим родителям, продолжала свою учёбу и работу. После этого муж подкараулил её и, нанеся 14 ножевых ран, убил.
Зачастую мужья приводили своих жен на площадь, где с них снимали паранджу и сжигали её, а на следующий день они же заставляли их снова надеть её. XIV пленум Средазбюро в октябре 1927 года принял постановление наказывать за подобные действия, вплоть до исключения из рядов партии.
Среди известных женщин, убитых в тот период, была восемнадцатилетняя актриса Турсуна Саидазимова, погибшая 19 мая 1928 года от рук своего мужа, считавшего, что она обесчестила семью.
Исламское духовенство стало оплотом сопротивления движению «Худжум»; на заседании Республиканской комиссии по Худжуму в мае 1927 года отмечалось, что в Андижанском округе духовенство вело провокационную деятельность в мечетях и старометодных школах, а в ряде других округов запугивало открывших лицо женщин муками загробной жизни и скорой смертью, обещая подвергнуть остракизму поддержавших политику советской власти.
Басмачи оказывали активное сопротивление «раскрепощению» женщин, прибегая к радикальным методам, включая убийства политически активных женщин; например, в 1925 году басмачи убили узбечку Сулейманову, делегата I съезда Советов Узбекской ССР от Самаркандского уезда, по дороге на съезд.

### Ужесточение наказания
23 февраля 1930 года Президиум ЦИК СССР принял постановление «Об усилении мер социальной защиты за убийство женщин в связи с их раскрепощением», согласно которому убийство женщины на почве ее раскрепощения могло квалифицироваться по статье 8 «Положения о преступлениях государственных (контрреволюционных)», что приравнивало такие преступления к государственным и усиливало ответственность за них.

## Красные юрты
Важную роль в культурно-просветительской деятельности, направленной на повышение образованности и социальную интеграцию женщин, играли «Красные юрты» и избы-читальни. Красные юрты, начавшие работу на базе организации «Охрана младенчества и материнства» в 1928 году (хотя другие организации создавали их и ранее), при поддержке ЦИК, сосредоточились на распространении информации о гигиене, здоровье и медицине среди кочевых и полукочевых женщин. В их деятельности активно участвовали работницы женотделов (Управления работниц и крестьянок), которые совместно с Наркомздравом спонсировали работу юрт до конца 1930-х годов.  Активисты заявляли, что «Красные юрты» являются центром культурно-просветительской работы в Казахстане, а целью женских активистов была «борьба с бескультурной повседневной жизнью — эвфемизм, обозначавший борьбу с исламской культурой, адатом и их проявлениями, такими как многоженство, калым и браки с несовершеннолетними.
В обязанности «Красных юрт» входило оказание акушерской помощи, профилактика осложнений беременности, гинекологические обследования, включавшие стандартные вопросы о начале менструаций и первом половом акте, а также обучение контрацепции. 
В задачи «Красных юрт» входил «ликбез», включавший пропаганду советских правовых норм (через специальные юридические кружки) и медицинских знаний, вовлечение женщин в работу кооперативов с обучением необходимым навыкам, таким как кройка и шитье, а также выпуск стенгазет девять раз в год.

## Пропаганда худжума через кино
В 1925 году в Ташкенте была основана киностудия «Узбекфильм», ставшая основным инструментом культурно-массовой пропаганды, направленной на изменение общественного сознания, в частности, через создание нового образа женщины. В том же году вышел фильм «Минарет смерти», где впервые был показан образ женщины, свободной от традиционных ограничений и способной самостоятельно принимать решения, что символизировало наступление новой эпохи общественных отношений. Появилось множество кинолент, таких как «Мусульманка» (1925), «Вторая жена» (1927), «Прокажённая» (1928), отражавших тренд на эмансипацию и представлявших новый образ женщины. Характерной чертой этого образа была ярко выраженная самостоятельность: женщина становилась творцом своей судьбы, независимой от мужчины и воспринимающей себя как активного члена общества, что соответствовало новой парадигме мышления, внедряемой в ходе кампании.

## Пропаганда в газетах
Газета «Правда Востока» в 1920-х годах активно продвигала идею раскрепощения женщин Средней Азии через кампанию «Худжум», используя паранджу как символ угнетения и публикуя материалы, где паранджа вредит здоровью, а отказ от неё ведёт к новой жизни. Издание, ссылаясь на таких политических деятелей, как Клара Цеткин (1927) и Исаак Зеленский (1929), использовало стереотипные образы «женщин-рабынь» и личные истории женщин, снявших паранджу, чтобы подчеркнуть необходимость освобождения от старых традиций и перехода к труду и учёбе.
Газета иллюстрировала истории, показывая альтернативы традиционному образу жизни женщин Средней Азии, а именно: работу на фабриках и заводах. На фотографиях изображены женщины, занятые трудом на табачной и текстильной фабриках, что сопровождалось подписью, приветствующей работниц и дехканок.